# Sollicitudo rei socialis
Sollicitudo Rei Socialis je papeška okrožnica (enciklika), ki jo je napisal papež Janez Pavel II. leta 1987.
Okrožnica je bila napisana ob 20. obletnici Populorum Progressio in kot papažev pogled na družbeni problem.